# Mykoła Pławjuk
Mykoła Wasilowycz Pławjuk (ukr. Микола Васильович Плав’юк; ur. 5 czerwca 1925 w Rusowie, zm. 10 marca 2012 w Hamilton) – ukraiński publicysta i polityk, w latach 1989–1992 prezydent Ukraińskiej Republiki Ludowej na emigracji.

## Życiorys
Od 1941 służył w szeregach młodzieżówki Organizacji Ukraińskich Nacjonalistów. W 1943 ukończył szkołę handlową w Śniatyniu. W 1944 wobec zbliżającej się Armii Czerwonej wyjechał do Niemiec. W marcu 1945 wstąpił do 2. Dywizji UNA wchodzącej w skład Ukraińskiej Armii Narodowej, która formowana była w Berlinie pod dowództwem płk. Andrija Dołuda. Ukończył studia na wydziale ekonomicznym Uniwersytetu Monachijskiego. W 1949 wyemigrował do Kanady.
Był jednym z aktywistów emigracyjnych. W latach 1956–1966 był przewodniczącym Ukraińskiego Zjednoczenia Narodowego, potem zastępcą przewodniczącego Kongresu Ukraińców Kanady.
W drugiej połowie lat 60. XX wieku był jednym z organizatorów Światowego Kongresu Wolnych Ukraińców (SKWU), w latach 1967–1969 – sekretarzem generalnym, w latach 1973–1978 – wiceprzewodniczącym, a w latach 1978–1981 – przewodniczącym.
Od 1979 przewodniczący zarządu Organizacji Ukraińskich Nacjonalistów (melnykowców), z której inicjatywy utworzono Konfederację Ukraińskich Partii Politycznych i Organizacji (KUPPO). W 1989, po śmierci Mykoły Liwyckiego, został wybrany Prezydentem Ukraińskiej Republiki Ludowej na emigracji.
22 sierpnia 1992 przekazał Łeonidowi Krawczukowi insygnia władzy, uznając go za prawowitego prezydenta Ukrainy, oraz akt stwierdzający, że Ukraina jest prawną następczynią Ukraińskiej Republiki Ludowej.

## Odznaczenia
- Order Księcia Jarosława Mądrego I klasy (2007)[7]
- Order Księcia Jarosława Mądrego II klasy (2002)[8]
- Order „Za zasługi” III klasy (1996)[9]